# Володимирівка (Слободзейський район)
Володимирівка (рос. Владимировка; рум. Vladimirovca) — село в Слободзейському районі в Молдові (Придністров'ї). Адміністративний центр Володимирівської сільської ради.
Переважна більшість населення, згідно перепису населення 2004 року - українці (64,1%).

## Відомі люди
- Константинов Володимир Андрійович — Голова Верховної Ради Автономної Республіки Крим.